# Chrysanthia canaliculata
Chrysanthia canaliculata is een keversoort uit de familie schijnboktorren (Oedemeridae). De wetenschappelijke naam van de soort is voor het eerst geldig gepubliceerd in 1974 door Yablokov-Khnzoryan.